# Argus okatý
Argus okatý (Argusianus argus) je pták z řádu hrabavých (Galliformes), jediný zástupce rodu Argusianus.

## Výskyt a ohrožení
Argus okatý žije převážně v džungli na indonéských ostrovech Sumatra a Borneo a také v Malajsii, Bruneji a Singapuru. Historicky se vyskytoval na ostrově Jáva, dnes je zde pravděpodobně vyhubený. Je řazen do kategorie zranitelný, počet jedinců se odhaduje na 80 000. Je ohrožen zejména lovem pro peří a úbytkem přirozeného prostředí.

## Popis
Argus okatý vytváří 2 poddruhy:
- Argusianus argus argus
- Argusianus argus grayi[2]

U argusů okatých je velmi výrazný pohlavní dimorfismus. Samec je větší s délkou 160–200 cm a váhou 2–2,8 kg. Samice postrádá ocasní a loktová pera, proto je její délka jen 72–76 cm a váha 1,6–1,7 kg. Ocas argusů může měřit od 30 (u samic) do 143 cm (u samců). Křídla mohou měřit až 50 cm. Argusové se mohou dožít v zajetí až 20 let.

## Biologie a chování

### Potrava
Živí se semeny, bobulemi a různými druhy bezobratlých.

### Rozmnožování
Samec při toku předvádí samici nápadný tanec, při kterém rozevírá křídla s loketními letkami a také vztyčuje ocasní pera. Samice poté naklade většinou 2 růžová vejce do mělké prohlubně v půdě. Po 24–25 dnech se vylíhnou prekociální neboli nekrmivá mláďata mláďata, o která se stará pouze samice. Argusové dospívají přibližně ve věku tří let.